# Nans Amesz
Wijnanda Ottolina Johanna (Nans) Amesz (Amsterdam, 4 november 1897 – Utrecht, 5 augustus 1965) was een Nederlands kunstenaar, zij was schilder, illustrator, tekenaar en boekbandontwerper.
Haar ouders waren: Hendricus Johannes Amesz en Annette Cornelia Vettewinkel.
Zij volgde een opleiding aan de Rijksakademie van Beeldende Kunsten in Amsterdam.
In Utrecht was zij lid van het Schilder en teekengenootschap Kunstliefde.

## Bron
- Rijksbureau voor Kunsthistorische Documentatie in Den Haag